# Nephodia brevistriga
Nephodia brevistriga là một loài bướm đêm trong họ Geometridae.